# تیگران هاروتیونیان
تیگران هاروتیونیان (انگلیسی: Tigran Harutyunyan؛ زادهٔ ۱۵ january ۱۹۹۷ (۲۸ سال)) شطرنج‌باز اهل ارمنستان است.
| به‌دلیل برخی مشکلات فنی، نمودارها موقتاً قابل مشاهده نیستند. اطلاعات بیشتر پیرامون این مشکل در فابریکاتور و وبگاه مدیاویکی در دسترس است. | |
| | به‌دلیل برخی مشکلات فنی، نمودارها موقتاً قابل مشاهده نیستند. اطلاعات بیشتر پیرامون این مشکل در فابریکاتور و وبگاه مدیاویکی در دسترس است. |